# Janty Yates
Janty Yates (1950) es una diseñadora de vestuario británica de cine y televisión. En 2001, ganó el premio Óscar al Mejor diseño de vestuario por la película Gladiator. También ha recibido nominaciones a los premios BAFTA, Saturn y Satellite. Es colaboradora frecuente del director inglés Ridley Scott, habiendo trabajado con él en catorce ocasiones hasta 2021.

## Carrera
Janty Yates trabajó en la industria de la moda antes de su carrera en cine y televisión. El primer trabajo acreditado de Yates fue en el departamento de vestuario de la película de 1981 Quest for Fire. Su primer papel acreditado como diseñadora de vestuario fue para la comedia británica Bad Behavior de 1993, y trabajó en otras seis películas en ese papel durante el resto de la década.
En 2000, su trabajo en Gladiador de Ridley Scott le valió los primeros premios de su carrera, incluido el Premio de la Academia al Mejor Diseño de Vestuario, y el premio de la Sociedad de Críticos de Cine de Las Vegas al Mejor Diseño de Vestuario, así como nominaciones para los BAFTA, al mejor diseño de vestuario y un premio Satellite al mejor diseño de vestuario. En 2005, recibió nominaciones al Mejor Diseño de Vestuario del Sindicato de Diseñadores de Vestuario y los Premios Satellite por la película de época de 2004, De-Lovely. Al año siguiente recibió su primera nominación a los Premios Goya y su tercera nominación al premio Satellite al Mejor Diseño de Vestuario por Kingdom of Heaven.
En 2006, Yates fue una de las 120 personas invitadas a unirse a la Academia de Artes y Ciencias Cinematográficas.
Yates es un colaborador frecuente de Scott,  habiendo trabajado con él en trece películas además de Gladiator, entre ellas: Hannibal (2001); Kingdom of Heaven (2005); American Gangster (2007); Body of Lies (2008); Robin Hood (2010), por la que recibió una nominación al premio Saturn y su cuarta nominación al premio Satellite; Prometheus (2012), Exodus: Gods and Kings (2014), y The Martian (2015). Sus películas más recientes con Scott incluyen la película de drama histórico épico The Last Duel y la película de drama criminal House of Gucci, ambas estrenadas en 2021.

## Filmografía
| Año  | Título                                                     | Director             |
| ---- | ---------------------------------------------------------- | -------------------- |
| 1981 | Quest for Fire                                             | Jean-Jacques Annaud  |
| 1984 | Oxford Blues                                               | Robert Boris         |
| 1985 | Bailar con un extraño                                      | Mike Newell          |
| 1988 | Soursweet                                                  | Mike Newell          |
| 1991 | The Commitments                                            | Alan Parker          |
| 1993 | Bad Behaviour                                              | Les Blair            |
| 1995 | The Englishman who Went up a Hill but Came down a Mountain | Christopher Monger   |
| 1996 | Jude                                                       | Michael Winterbottom |
| 1997 | Welcome to Sarajevo                                        | Michael Winterbottom |
| 1998 | The Man Who Knew Too Little                                | Jon Amiel            |
| 1999 | Plunkett y Macleane                                        | Jake Scott           |
| 1999 | With or Without You                                        | Michael Winterbottom |
| 2000 | Gladiator                                                  | Ridley Scott         |
| 2001 | Charlotte Gray                                             | Gillian Armstrong    |
| 2001 | Enemy at the Gates                                         | Jean-Jacques Annaud  |
| 2001 | Hannibal                                                   | Ridley Scott         |
| 2004 | De-Lovely                                                  | Irwin Winkler        |
| 2005 | Kingdom of Heaven                                          | Ridley Scott         |
| 2006 | Miami Vice                                                 | Michael Mann         |
| 2007 | American Gangster                                          | Ridley Scott         |
| 2008 | Body of Lies                                               | Ridley Scott         |
| 2010 | Robin Hood                                                 | Ridley Scott         |
| 2012 | Prometheus                                                 | Ridley Scott         |
| 2013 | The Counselor                                              | Ridley Scott         |
| 2014 | Exodus: Gods and Kings                                     | Ridley Scott         |
| 2015 | The Martian                                                | Ridley Scott         |
| 2017 | Alien: Covenant                                            | Ridley Scott         |
| 2017 | Todo el dinero del mundo                                   | Ridley Scott         |
| 2021 | El último duelo                                            | Ridley Scott         |
| 2021 | La casa Gucci                                              | Ridley Scott         |

| Año  | Título  |
| ---- | ------- |
| 1995 | Bliss   |
| 1996 | Karaoke |

## Premios y distinciones
Premios Óscar
| Año  | Categoría                 | Película  | Resultado |
| ---- | ------------------------- | --------- | --------- |
| 2001 | Mejor diseño de vestuario | Gladiator | Ganadora  |

| Año  | Premiación                         | Categoría | Trabajo                                    | Resultado | Ref    |
| ---- | ---------------------------------- | --- | ------------------------------------------ | --------- | ------ |
| 2000 | Academy Awards                     | Las Vegas Film Critics Society                                                                                    | Premio Sierra al Mejor Diseño de Vestuario | Ganador   |        |
| 2000 | British Academy Film Awards        | Premio BAFTA al Mejor Diseño de Vestuario                                                                         |                                            | Nominado  |        |
| 2000 | Satellite Awards                   | Mejor diseño de vestuario                                                                                         |                                            | Nominado  |        |
| 2004 | Costume Designers Guild            | Premio del Gremio de Diseñadores de Vestuario a la Excelencia en Diseño de Vestuario para Cine - Periodo/Fantasía | De-Lovely                                  | Nominado  |        |
| 2004 | Satellite Awards                   | Mejor diseño de vestuario                                                                                         | De-Lovely                                  | Nominado  |        |
| 2005 | Goya Awards                        | Mejor diseño de vestuario                                                                                         | Kingdom of Heaven                          | Nominado  |        |
| 2005 | Satellite Awards                   | Mejor diseño de vestuario                                                                                         | Kingdom of Heaven                          | Nominado  |        |
| 2010 | Saturn Awards                      | Premio Saturno al mejor vestuario                                                                                 | Robin Hood                                 | Nominado  |        |
| 2010 | Satellite Awards                   | Mejor diseño de vestuario                                                                                         | Robin Hood                                 | Nominado  |        |
| 2021 | St. Louis Film Critics Association | Mejor diseño de vestuario                                                                                         | House of Gucci                             | Nominado  | [ 6 ]  |
| 2022 | San Diego Film Critics Society     | Mejor vestuario                                                                                                   | House of Gucci                             | Nominado  | [ 7 ]  |
| 2022 | Seattle Film Critics Society       | Mejor diseño de vestuario                                                                                         | House of Gucci                             | Pendiente | [ 8 ]  |
| 2022 | Hollywood Critics Association      | Mejor diseño de vestuario                                                                                         | House of Gucci                             | Pendiente | [ 9 ]  |
| 2022 | Critics' Choice Movie Awards       | Mejor diseño de vestuario                                                                                         | House of Gucci                             | Pendiente | [ 10 ] |